# 개같은 세상 (웹툰)
《개같은 세상》은 매주 목요일 정종수가 다음 웹툰에서 연재하는 웹툰이다.